# Jaelan Phillips
Jaelan Everett Phillips (Redlands, 28 maggio 1999) è un giocatore di football americano statunitense che milita nel ruolo di outside linebacker per i Miami Dolphins della National Football League (NFL).

## Carriera universitaria
Phillips giocò a football a UCLA per due stagioni nel 2017 e 2018 prima di ritirarsi per problemi fisici, incluse diverse commozioni cerebrali subite. In seguito studiò musica al Los Angeles City College prima di trasferirsi alla Frost School of Music alla University of Miami nel 2019, dove tornò a giocare a football nel 2020 con i Miami Hurricanes.

## Carriera professionistica
Phillips fu scelto come 18º assoluto nel Draft NFL 2021 dai Miami Dolphins. Debuttò come professionista subentrando nella gara del primo turno contro i New England Patriots. A fine stagione inserito nella formazione ideale dei rookie dalla Pro Football Writers Association dopo avere messo a segno 39 tackle e 8,5 sack.
Il 2 ottobre 2024 i Dolphins annunciarono che Phillips avrebbe perso tutto il resto della stagione a causa di un infortunio al ginocchio.

## Palmarès
- PFWA All-Rookie Team - 2021